# Guy Newall
Guy Newall (1885 – 25 de fevereiro de 1937) foi um ator, roteirista e diretor de cinema britânico. Ele escreveu os roteiros para 17 filmes entre 1916 e 1931. Como ator, atuou em 31 filmes entre 1915 e 1937. Newall nasceu na Ilha de Wight, na Inglaterra.

## Filmografia selecionada
Diretor
- The Bigamist (1921)
- Fox Farm (1922)
- Boy Woodburn (1922)
- The Starlit Garden (1923)
- Rodney Steps In (1931)
- The Rosary (1931)
- The Chinese Puzzle (1932)
- The Admiral's Secret (1934)

Ator
- The Heart of Sister Ann (1915)
- Money for Nothing (1916)
- Comradeship (1919)
- The Garden of Resurrection (1919)
- The Lure of Crooning Water (1920)
- The Bigamist (1921)
- Boy Woodburn (1922)
- The Starlit Garden (1923)
- Ghost Train (1927)
- Number 17 (1928)
- The Road to Fortune (1930)
- The Eternal Feminine (1931)
- Grand Finale (1936)